# Tierra de Cantalapiedra
La Tierra de Cantalapiedra (también conocida como Las Guareñas) es una comarca de la provincia de Salamanca, en la comunidad autónoma de Castilla y León, España. Sus límites no se corresponden con una división administrativa, sino con una demarcación histórico-tradicional.

## Geografía
Se puede considerar una subcomarca de dentro de la demarcación de la Tierra de Peñaranda.

### Demarcación
Comprende 6 municipios: Cantalapiedra, Cantalpino, Palaciosrubios, Poveda de las Cintas, Tarazona de Guareña y Villaflores.
El lingüista y estudioso Antonio Llorente Maldonado de Guevara situó a El Pedroso dentro de la comarca de Las Guareñas porque antiguamente no perteneció al Cuarto de Armuña si no al Cuarto de Valdevilloria, pero hoy pertenece a La Armuña tanto por fisonomía como por tradición.
Se considera a Cantalapiedra como el centro neurálgico o capital del territorio.
Limita con Zamora y Valladolid al norte, con Ávila al este, con la Tierra de Peñaranda y Las Villas al sur y con La Armuña al oeste.
| Noroeste: La Guareña (Zamora) | Norte: La Guareña (Zamora) | Nordeste: Tierra del Vino (Valladolid) |
| Oeste: La Armuña              |                            | Este: La Moraña (Ávila)                |
| Suroeste: Las Villas          | Sur: Tierra de Peñaranda   | Sureste: Tierra de Peñaranda           |

## Demografía
| Gráfica de evolución demográfica de Las Guareñas entre 1900 y 2018                                                                                            |
| |
| Población de derecho (1900-1991) o población residente (2001, 2010) según los censos de población del INE Población según el padrón municipal de 2018 del INE |

Hasta los años 50, Las Guareñas fue una comarca de pueblos medios-grandes de entre 800 y 3000 habitantes, lo cual hacía de esta una comarca rica y dinámica (ya que estuvo creciendo durante toda la primera mitad del siglo XX, y todos sus pueblos en una proporción similar). Pero desde el gran éxodo de los años 60-70, la comarca comenzó un declive demográfico del que todavía no se ha curado, ya que es constante y sin perspectivas de parar. Esto ha llevado a que ahora sus municipios se encuentren entre los 250 y los 400 habitantes, y solo la localidad de Cantalapiedra supera los mil habitantes censados.

## Historia

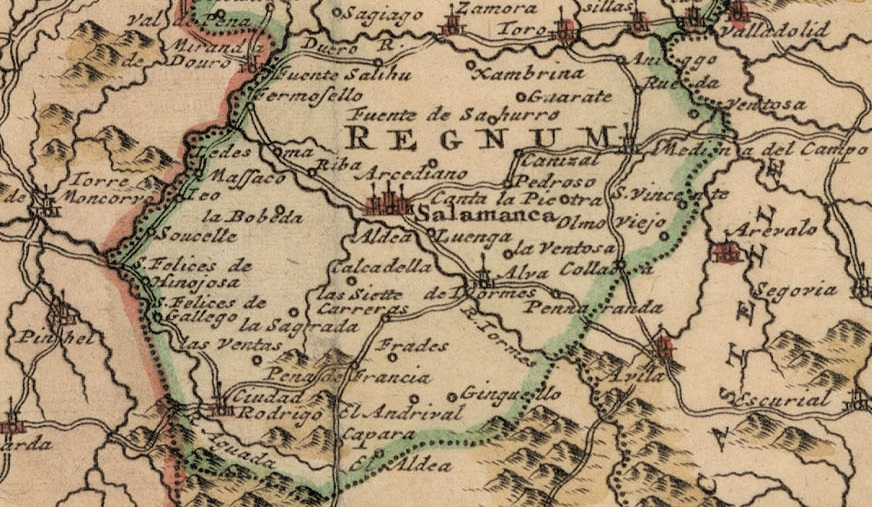
Detalle del sur del Reino de León en el mapa Nouvelle Carte d'Asturie, Galice et Leon, avec les grands chemins, de 1800, donde se puede observar Cantalapiedra

La fundación de las seis localidades de la comarca se remonta a la repoblación efectuada por los reyes leoneses en la Edad Media, quienes fortificaron y amurallaron Cantalapiedra como plaza fuerte del Reino de León frente al Reino de Castilla. En esta época, toda la comarca quedó integrada en el cuarto de Villoria de la jurisdicción de Salamanca, dentro del Reino de León, así como en la Diócesis de Salamanca en el ámbito eclesiástico.
Asimismo, cabe señalar en época medieval la donación que hizo la reina Urraca I de León de Cantalpino a la Orden de San Juan en el año 1116 (junto a varias localidades de la Guareña zamorana), así como, en el año 1136, la donación de Cantalapiedra por el rey Alfonso VI de León al obispo de Salamanca en calidad de señorío eclesiástico.
Ya en la Edad Contemporánea, con la creación de las actuales provincias en 1833, la Tierra de Cantalapiedra quedó encuadrado en la provincia de Salamanca, dentro de la Región Leonesa.